# Oxyurichthys stigmalophius
Oxyurichthys stigmalophius es una especie de peces de la familia de los Gobiidae en el orden de los Perciformes.

## Morfología
Los machos pueden llegar a alcanzar los 16,5 cm de longitud total.

## Distribución geográfica
Se encuentra desde Florida, las Bahamas y el sur del Golfo de México hasta Surinam.

## Observaciones
Es inofensivo para los humanos.